# Teoria do Ordenamento Jurídico
Teoria do Ordenamento Jurídico (Teoria dell'Ordinamento Giuridico) é um livro do jurista italiano Norberto Bobbio acerca de um dos elementos ontológicos da filosofia do direito — o ordenamento jurídico.

## Importância
Visto pelos intelectuais como um trabalho importante para se entender, num contexto conceitual e construtivista, o método científico de interpretação do direito caracterizado pela jurisprudência dos valores. O livro de Bobbio enfrenta este desafio em cinco capítulos.

## Capítulos[3]
1. Conceito de direito; da norma jurídica ao ordenamento jurídico.
2. Unidade do ordenamento jurídico; fontes do direito; a grundnorm (norma fundamental); direito e força.
3. Coerência do ordenamento jurídico; solução de conflitos de normas.
4. Completude do ordenamento jurídico; o problema das lacunas da lei, analogia.
5. Relações entre diferentes ordenamentos jurídicos em diferentes países ou no mesmo país em momentos difrerentes; diferentes ordenamentos jurídicos no mesmo Estado.

## Crítica
"Está no primeiro parágrafo do livro, mas bem que poderia ser uma possível introdução, que o renomado doutrinador jurídico italiano, Norberto Bobbio, achou por bem não fazer. Trata-se da conexão de sua Teoria do ordenamento jurídico (6. ed. Trad. Maria Celeste C. J. Santos. Brasília: Editora UnB, 1995), que estuda o complexo de normas, com sua obra anterior, intitulada Teoria da Norma Jurídica, que analisara a norma de maneira isolada, para juntas formarem sua integral Teoria do Direito."
"A teoria do ordenamento jurídico é uma tentativa de resolver alguns problemas que a teoria da norma não havia conseguido resolver ou havia dado uma resposta insatisfatória, como, v.g., a questão da completude e das antinomias. Bobbio declara expressamente que sua obra pode ser considerada uma continuação ou complementação do trabalho de Kelsen, especialmente da sua obra Teoria Geral do Direito e do Estado."
"Neste trabalho, o pensador italiano analisa não mais a norma isoladamente, mas a relação entre elas no contexto do ordenamento. O autor dá ênfase ao aspecto formal da unidade, coerência e completude do direito como um sistema lógico fechado, com a clara intenção de prover o direito com critérios objetivos de interpretação, condição sine qua non para elevá-lo a um nível científico, através do discurso."

## Nota
- Este artigo foi inicialmente traduzido, total ou parcialmente, do artigo da Wikipédia em inglês cujo título é «A Theory of Legal Order», especificamente desta versão.